# Celatopesia concava
Celatopesia concava är en kräftdjursart som först beskrevs av William Stimpson 1871.  Celatopesia concava ingår i släktet Celatopesia och familjen Parthenopidae. Inga underarter finns listade i Catalogue of Life.